# Agárdi
Az Agárdi régi magyar családnév, amely a származási helyre utalhat: Agárd (Fejér vármegye), Marosagárd (Románia, korábban Maros-Torda vármegye), Ősagárd (Nógrád vármegye), Sióagárd (Tolna vármegye) vagy Zemplénagárd (Borsod-Abaúj-Zemplén vármegye).

## Híres Agárdi vagy Agárdy nevű személyek
Agárdi
- Agárdi Ede (1891–1973) ornitológus
- Agárdi Éva (1970–2018) kézilabdázó
- Agárdi Ferenc (1898–1969) magyar publicista, kultúrtörténetíró
- Agárdi Lajos (1977), festőművész, tanár
- Agárdi László (1883–1965) irodalomtörténész, író piarista szerzetes
- Agárdi László (1953) színész, előadóművész, parodista
- Agárdi Péter (1946) József Attila-díjas irodalomtörténész, kriitkus

Agárdy
- Agárdy Gábor (1922–2006) Kossuth-díjas és kétszeres Jászai Mari-díjas magyar színművész
- Agárdy Gyula (1895–1944) piarista gimnáziumi tanár, karikatúra-rajzoló
- Agárdy Ilona (1940–2001) színésznő